# Torres de Segre
Torres de Segre är en kommun och ort i Spanien.   Den ligger i provinsen Província de Lleida och regionen Katalonien, i den östra delen av landet, 400 km öster om huvudstaden Madrid. Torres de Segre ligger 132 meter över havet och antalet invånare är 2 165.
Terrängen runt Torres de Segre är huvudsakligen platt. Torres de Segre ligger nere i en dal. Runt Torres de Segre är det glesbefolkat, med 10 invånare per kvadratkilometer. Närmaste större samhälle är Lleida, 12,8 km nordost om Torres de Segre. Trakten runt Torres de Segre består till största delen av jordbruksmark.